# きんぎょすくい
「きんぎょすくい」は、2018年8月・9月に、NHKの音楽番組『みんなのうた』で放送された楽曲。作詞：結花乃、作曲：結花乃・nao、歌：結花乃。